# AES3
La interfaz AES3, conocida también en Europa como AES/EBU(Audio Engineering Society/European Broadcasting Union), es una interfaz de comunicación (estandarizada) pensada para transmitir en tiempo real señales digitales de audio, sin compresión entre dispositivos de audio preparados para ello (que cumplen los requisitos).

## Historia
A finales de los años 70 y principios de los 80 se empiezan a desarrollar las primeras interfaces digitales. Un ejemplo de ello es Sony, que desarrolla SDIF-2.
A principios de los 80 la AES (Audio Engineering Society) compuesta por expertos del sector del audio digital y entidades relacionadas con la difusión, forma un grupo de trabajo con el objetivo de desarrollar una interfaz digital que:
- Solo use un único cable.
- Use transmisión en serie capaz de cubrir largas distancias con la mínima interferencia.
- Sea capaz de transportar hasta 24 bits de datos de audio.
- Permita datos auxiliares como sincronismos, frecuencia de muestreo, etc.
- Sea de fácil adaptación a la infraestructura actual.

En octubre de 1984 se presenta un primer boceto del AES3 (AES3-1985), esta especificación se presenta para su aprobación a la ANSI en EE. UU., la EBU en Europa i la EIAJ en Japón.
Cada uno de estos organismos realiza pequeñas modificaciones en la interfaz para estandarizarlo. Es a partir de este momento como se le conoce como AES/EBU.
En 1992 siguiendo múltiples sugerencias de los usuarios se publica una segunda especificación mejorada.

## EspecificacionesHardware
Se requiere el siguiente cableado.
- 3 conductores de 110-ohmios con par trenzado y conector XLR.
- 2 conductores de 50-ohmios o 75-ohmios de cable coaxial y conector BNC.

Nivel de señal: 3 a 10V, con codificación BMC y una resolución de 24 bits.

## Especificación de protocolo
La interfaz AES3 fue inicialmente diseñada para albergar y transportar datos digitales sin compresión PCM. Aunque por su morfología puede transportar otros tipos de señales como DAT a 48kHz o formato CD a 44,1kHz.
La portadora es entonces capaz de transportar datos a distintas frecuencias de muestreo, gracias a que recupera la señal de reloj mediante codificación BMC.

### Estructura
La estructura de más bajo nivel dentro de un corriente de datos AES3 consta de una palabra de 32bits (0 a 31) llamada subframe. Dentro de estas unidades se encapsula una muestra de un canal digital correspondiente a la señal transportada junto con otros datos de información y control. A cada uno de los bits que componen esta palabra se les llama time slots.
Los subframes se unen por parejas (canal de audio derecho + canal de audio izquierdo) formando frames.
A su vez éstos de se agrupan en grupos de 192frames (0 a 191) formando las unidades de más alto nivel conocidas como audio blocks.

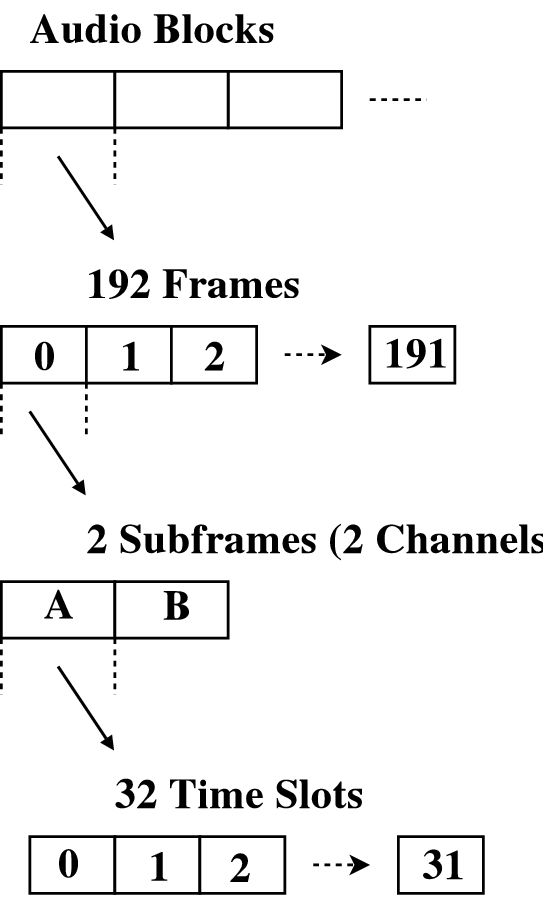
Bloques de un corriente AES3.

### La capa de datos
El corriente AES3 consta de 3 tipos de información:
- Datos de audio (Audio signal)
- Datos de información de señal transportado (Auxillary data)
- Datos auxiliares (Auxiliary data)

### Subframes
Cada uno de los subframes transporta palabras de datos de audio digital cuyo tamaño puede variar, con un tamaño máximo de 24 bits.

### Slots

#### Slots 0 a 3
Corresponden al preámbulo. El preámbulo permite identificar el subframe, recupera la señal de reloj (mediante método NRZ) y minimiza el componente de continua de la línea transmisora. Hay 3tipos de preámbulo posibles:
- X (o M): 11100010 si el bit anterior fue “0”; 00011101 si fue “1”. Indica Canal A (no inicia bloque).
- Y (o W): 11100100 si el bit anterior fue “0”;00011011 si fue “1”. Indica Canal B.
- Z (o B): 11101000 si el bit anterior fue “0”; 00010111. Indica Canal A + inicio de bloque de audio.

Se denominan X,Y,Z en el estándar AES3; y M,W,B en IEC 958 (extensión del AES3).

#### Slots 4 a 7
Estos bits corresponden a información auxiliar siempre que la resolución del audio digital sea de 20bits o inferior, en caso contrario corresponden a dicha información. Como información auxiliar se usan para comunicar los dispositivos conectados.

#### Slots 8 a 27
Contienen audio digital (en caso de alta resolución de 24 bits, lo son también los bits 4 a 7). En caso de que la información transportada sea menor a 20bits a los menos significativos se les asigna valor 0.

#### Slot 28
Bit de validación (Bit V). Este bit confirma que la información es apropiada para convertirla a audio analógico aunque el criterio de que debe ser o no ser “apropiado” para convertir puede variar según la aplicación. En caso de que tenga valor 1. El equipo no convierte el subframe.
Este bit puede dar pie a nuevas aplicaciones, por ejemplo, los CD-I utilizan este bit para poder sustituir información que suele usarse como información de audio en un subframe. Utilizando el bit V de este modo evitan que el retardo en recibir un bit de señalización que indique que la información no es de audio, tenga que venir codificado a través del bit de estado de canal (slot 30) y pueda llegar a retardarse hasta 192 muestras, dando pie a la reproducción de ruidos.

#### Slot 29
Bit de usuario (Bit U). En principio este bit se usa para enviar información fraccionada de lo que se transporta como la pista o el instante de tiempo. Aunque esto puede variar dependiendo de lo que nos indiquen los bits 4 a 7 del byte 1 del canal de estado (véase slot 30) En un block de audio tenemos 192 bits U por canal.

#### Slot 30
Bit de estado de canal (Bit CS).En cada block de audio tenemos 192 bits o 24 palabras de 8 bits. Estos bytes tienen distintas funciones según el orden de llegada en el block de audio:
| Byte    | Bit                          | Función |
| ------- | ---------------------------- | --- |
| 0       | 0                            | [0] Uso doméstico [1] Uso Professional                                                                                    |
| 0       | 1                            | [0] Audio [1] No audio |
| 0       | 2 – 4 Énfasis                | [000] No indicado [100] Sin énfasis [110] 50/10 us [111] CCITT J17                                                        |
| 0       | 5 Fm fijada                  | [0] Fijada [1] No fijada                                                                                                  |
| 0       | 6 - 7 Fm                     | [00] No indicada [01] 48 kHz [10] 44,1 kHz [11] 32 kHz                                                                    |
| 1       | 0 – 3 Modo de canal          | [0000] No indicado [0001] Dos canales [0010] Mono [0011] Prim/Sec [0100] Estéreo [0100 - 1111] Indefinido                 |
| 1       | 4 – 7 Modo del bit U         | [0000] No indicado [0001] Bloques de 192 bits [0011] AES18 (HDLC) [0011] Definido por el usuario [0100 - 1111] indefinido |
| 2       | 0 – 2 Uso del bit Aux        | [000] No indicado [001] Datos de audio [010] Co-ordn [011 - 111] indefinido                                               |
| 2       | 3 – 5 Longitud de la muestra | [000] No indicado [100] Otros estados                                                                                     |
| 3       | 0 – 7                        | Modos multicanal |
| 4       | 0 – 1                        | AES11 señal de sincronismo (referencia)                                                                                   |
| 5       | 0 – 7                        | Reservado |
| 6 - 9   |                              | Identificación de la fuente en código ASCII                                                                               |
| 10 - 13 |                              | Identificación del destino en código ASCII                                                                                |
| 14 - 17 |                              | En palabras de 4 bytes numera la muestra (aumenta cada frame)                                                             |
| 18 - 21 |                              | Lo mismo que los 4 bytes anteriores pero en formato horario. (00:00:00)                                                   |
| 22      | 0 – 7                        | Información de la fiabilidad del bloque de audio                                                                          |
| 23      | 0 – 7                        | CRC. Corrección de errores (redundancia)                                                                                  |

##### CS Byte 1, bits 0 – 3 Audio Canal único o múltiple
Se permiten 4 modos de canal definidos por el Byte 1 (bits 0 - 3). Los 3 primeros tienen un uso muy claro y definido:
- Programa mono: Ambos canales del cada frame transportan la misma señal mono.
- Programa estéreo: Cada canal transporta una de las señales (derecha o izquierda).
- Programa 2 canales: Cada canal transporta 2 señales independientes.

Finalmente hay un tercer modo llamado primario/secundario al que se le pueden dar diversos usos:
- Mono i talkback: Se transmite una señal mono y otro de talkback de retorno.
- Estéreo M y S: Por el primer canal se emite señal mono y por el segundo la diferencia con la señal estéreo.
- International Sound y comentario.

##### CS Byte 0, bits 5 – 7 Frecuencia de reloj y sincronismo
La frecuencia de muestreo de la señal original transportada viene codificada en los bits 6 y 7 del Byte 0, pero puede ocurrir que esta frecuencia no se use como “master” y que tome otra señal como referencia para saber que frecuencia usar para codificar. Esto viene indicado en el bit 5 del byte 0 con un 0 lógico en caso afirmativo y un 1 en caso negativo (usamos la frecuencia del codificador).

#### Slot 31
Bit de paridad de cada subframe

## Comparativa AES3 vs. SPDIF
S/PDIF es la versión doméstica de AES3. A continuación, se analizan las principales diferencias entre ambas interfaces:
|                          | AES3                                            | S/PDIF                                  |
| ------------------------ | ----------------------------------------------- | --------------------------------------- |
| Cableado                 | Par trenzado (110 ohmios) o coaxial (75 ohmios) | Coaxial (75 ohmios) o fibra óptica      |
| Conector                 | XLR de 3 pines o D-Sub de 25 pines              | RCA, BNC o Toslink                      |
| Nivel de Señal           | 3 a 10 V                                        | 0,5 a 1 V                               |
| Información de subcódigo | Texto de identificación ASCII                   | Información de protección de copia SCMS |
| Resolución Máxima        | 24 bits                                         | 20 bits (24 bits opcionales)            |

Otra de las diferencias sustanciales entre ambas interfaces radica en el bit C (Bit 30 de cada subframe). Aunque el número de bits que se transmite en cada bloque de audio es el mismo: 192 bits, en el caso de la interfaz S/PDIF se organizan en 12 palabras de 16 bits. Dando uso de control a los 6 primeros bits de la primera palabra, como se muestra a continuación y reservando el resto de bits para uso particular del fabricante del o de los dispositivos conectados.
| Bit | Valor 0            | Valor 1           |
| --- | ------------------ | ----------------- |
| 0   | Consumidor         | Professional      |
| 1   | Normal             | Datos comprimidos |
| 2   | Prohibida la copia | Permitida         |
| 3   | 2 canales          | 4 canales         |
| 4   | –                  | –                 |
| 5   | No pre-énfasis     | Pre-énfasis       |